# Fivizzano
Fivizzano ist eine italienische Gemeinde mit 7034 Einwohnern (Stand 31. Dezember 2023) in der Provinz Massa-Carrara in der Region Toskana.

## Geografie

Lage von Fivizzano in der Provinz Massa-Carrara

Die Gemeinde erstreckt sich über ca. 180 km². Sie liegt ca. 140 km nordwestlich der Regionalhauptstadt Florenz, ca. 35 km nördlich von Massa und 30 km nördlich von Carrara. Durch das Gemeindegebiet fließt der Aulella (12 von 34 km in Fivizzano). Weitere wichtige Gewässer im Ortsgebiet sind die Torrenti Bardine (4 von 10 km), Lucido (mit seinen Nebenarmen Lucido di Equi und Lucido di Vinca), Mommio (13 von 13 km) und Rosaro (23 von 23 km).
Zu den Ortsteilen zählen Agnino, Agnolo, Aiola, Alebbio, Alebbio Casette, Alebbio Prato, Antigo, Arlia, Bardine di Cecina, Bardine di San Terenzo, Bottignana di Sopra, Bottignana di Sotto, Cà-Giannino, Campiglione, Canneto, Castelletto, Caugliano, Cecina, Cerignano, Cerri, Certaldola, Ceserano, Colla, Colle di Cerignano, Collecchia, Collecchia Piano, Collegnago, Colognola, Cormezzano, Corsano, Cortila, Cotto, Debicò, Equi Terme, Escaro, Fazzano, Fiacciano, Fivizzano, Folegnano, Gallogna, Gassano, Gragnola, Groppoli, Isolano, Lorano, Magliano, Maglietola, Mazzola, Mezzana, Molina di Equi, Mommio, Moncigoli, Montale, Montecurto, Monte dei Bianchi, Montevalese, Monzone Alto, Monzone Ponte, Motta, Mozzano, Mulina di Equi, Panigaletto, Pian di Molino, Piastorla, Pieve di Viano, Pieve San Paolo, Pò, Pognana, Posara di Sopra, Posara di Sotto, Pratolungo, Quarazzana, Rometta Apuana, San Terenzo, Sassalbo, Sercognano, Serraruola, Signano, Soliera Apuana, Spicciano, Stazione Rometta, Tenerano, Terenzano, Terma, Traggiara, Turano, Turlago, Uglianfreddo, Vallazzana, Vendaso, Verrucola, Verzano, Vezzanello, Viano, Vinca und Virolo.
Die Nachbargemeinden sind Aulla, Carrara, Casola in Lunigiana, Comano, Fosdinovo, Licciana Nardi, Massa, Minucciano (LU), Sillano Giuncugnano (LU) und Ventasso (RE).

## Geschichte
Seit dem Mittelalter unterstand der Ort der Familie Malaspina, bis er 1477 unter die Kontrolle von Florenz kam. Diese errichteten ein Jahr später die Stadtmauern, die 1540 erneuert wurden. Seit 1849 trägt der Ort den Titel Città nobile. 1920 wurde die Gemeinde von einem schweren Erdbeben erschüttert.
Im Verlauf des Zweiten Weltkriegs wurden am 13. Juli 1944 in Fivizzano 36 Zivilisten bei einem Angriff alliierter Bomber getötet und Teile der Innenstadt zerstört.
Zwischen Mai und September 1944 kam es in sechs Ortsteilen (Sassalbo, Mommio, San Terenzo, Bardine di San Terenzo, Vinca und Tenerano) zu Massakern an der Zivilbevölkerung durch die deutsche 16. SS-Panzergrenadier-Division „Reichsführer SS“ unter der Führung von Walter Reder, zum Teil unterstützt von Einheiten der italienischen „Schwarzen Brigaden“, bei denen über 400 Einwohner ermordet wurden, darunter Frauen, Kinder und Greise.

## Sehenswürdigkeiten

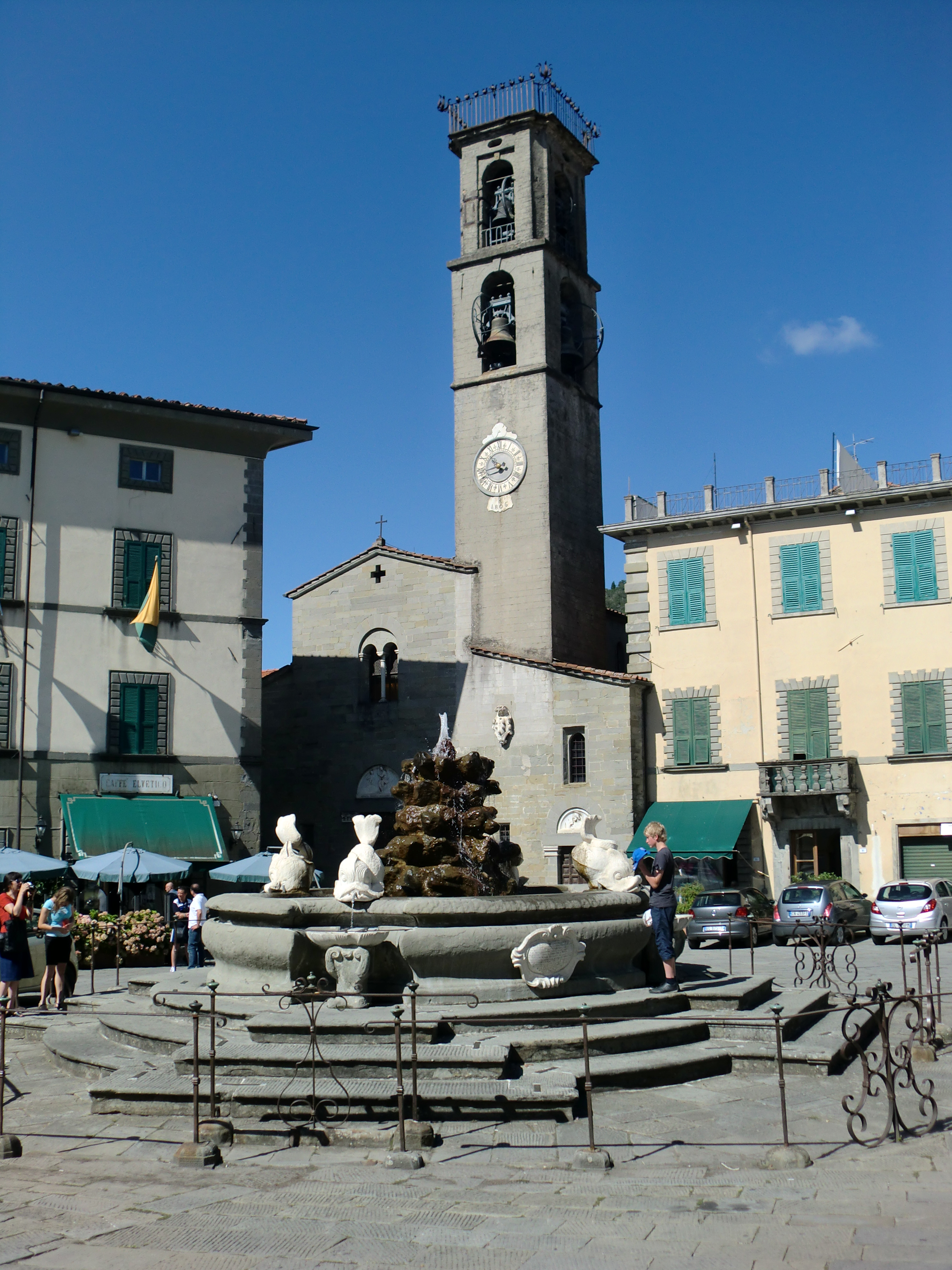
Piazza Medicea und Kirche der Hl. Jacopo und Antonio

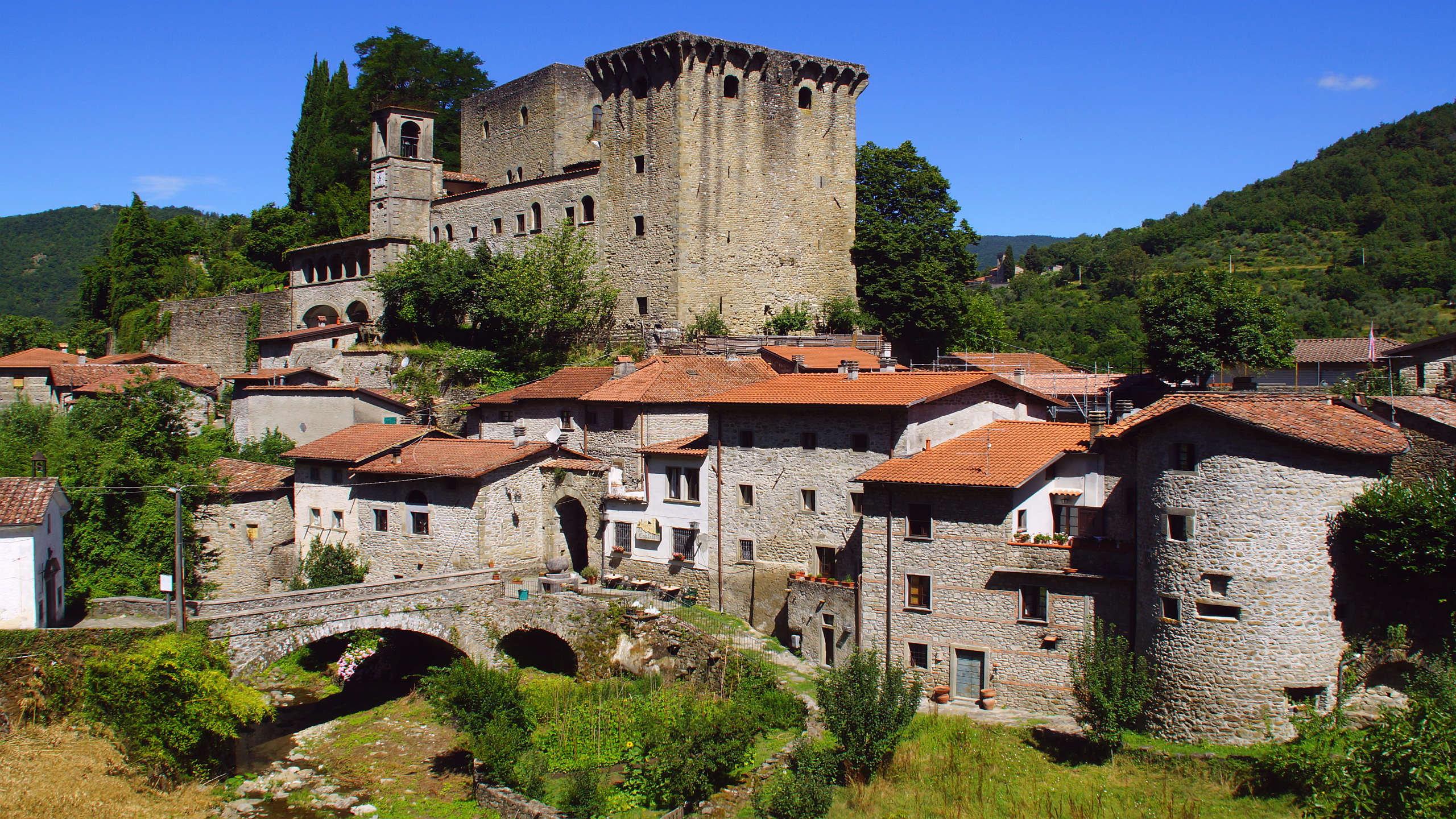
Fortezza di Verrucola

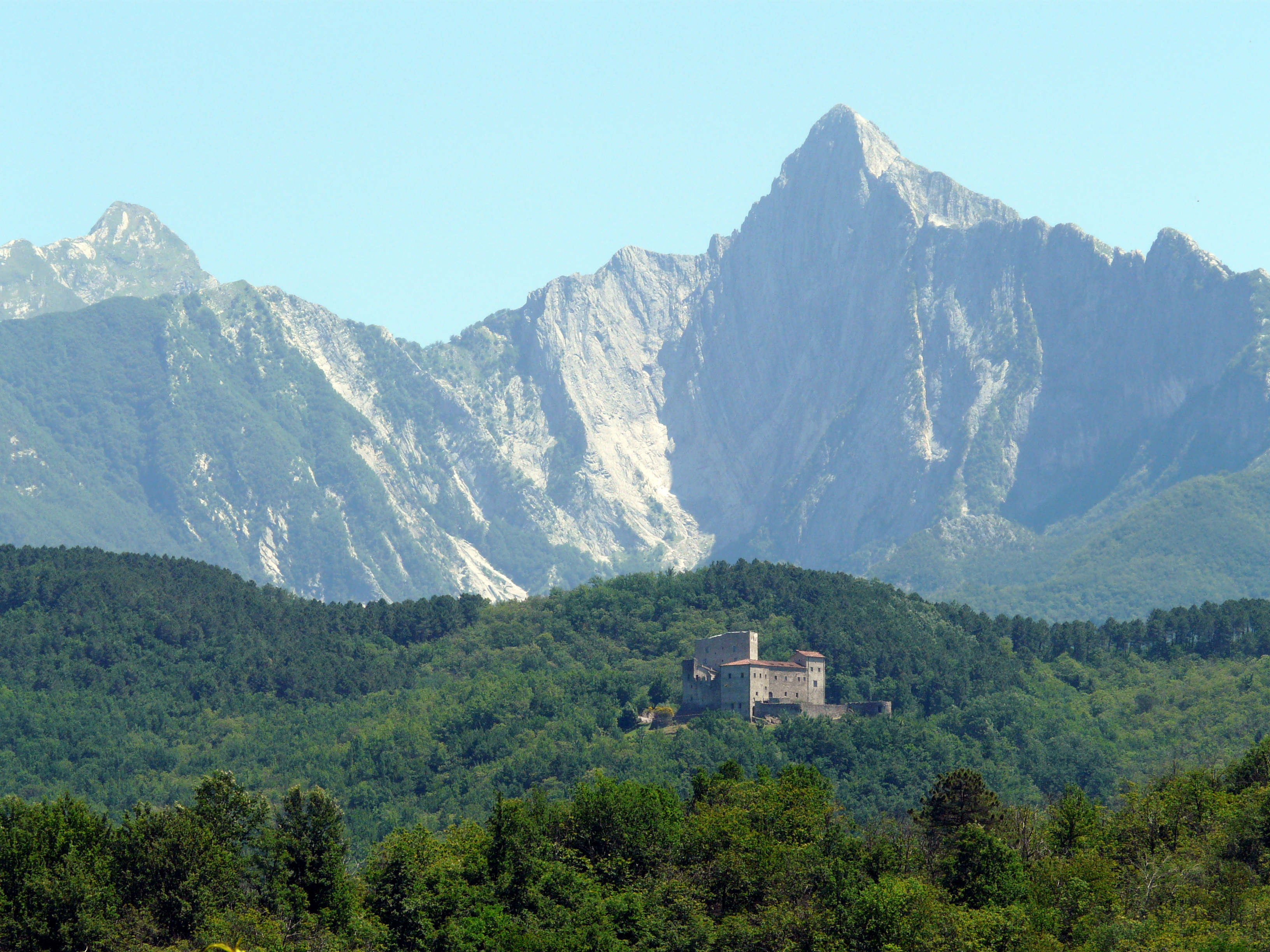
Das Malaspina-Castel dell’Aquila in Gragnola

- Chiesa dei Santi Jacopo e Antonio, 1377 errichtete Kirche im Ortskern, enthält das Werk Resurrezione di Lazzaro von Pietro Sorri.
- Castello della Verrucola oder Fortezza della Verrucola, kurz nordöstlich von Fivizzano gelegene Burg, die erstmals 1044 erwähnt wurde. Gehörte zunächst den Malaspina und dann den Bosi.[4] In der Burg befindet sich die Kirche Chiesa di Santa Margherita (1148 erwähnt).[5]
- Castello dell’Aquila, Burg im Ortsteil Gragnola.[6]
- Pieve di San Paolo di Vendaso, erstmals 1148 erwähnte Pieve im Ortsteil Vendaso.[5]
- Chiesa di Santa Maria Assunta di Pognana, Kirche im Ortsteil Pognana, die bereits 1148 erwähnt wurde.[5]

## Gemeindepartnerschaften
- Steinhagen, Deutschland seit 1988

## Söhne und Töchter der Gemeinde
- Adolfo Bartoli (1833–1894), Romanist, Italianist und Literaturwissenschaftler
- Renato Bertolini, genannt Vittorio Sarpi (1905–1983), Kommunist, Widerstandskämpfer gegen den Nationalsozialismus, Spanienkämpfer und Häftling im KZ Buchenwald
- Denis Verdini (* 1951), Politiker
- Sandro Bondi (* 1959), Politiker